# 6P/d'Arrest
O Cometa d'Arrest foi descoberto em 1851, tendo sido observado regularmente desde essa época. 
Em 1991, A. Carusi e G. B. Valsecchi (Roma), L. Kresak e M. Kreskova (Bratislava), de forma independente, sugeriram que este cometa teria sido o mesmo que fora observado por  La Hire em 1678.
Nas suas diversas passagens pelo periélio, desde o seu descobrimento, o Cometa d'Arrest tem mantido uma repetibilidade muito boa na sua curva de luz visual, sugerindo que sua rotação seja muito estável e que a massa do material sublimado varia muito pouco com o tempo.